# Andrej Rendla
Andrej Rendla (Banská Bystrica, 13 oktober 1990) is een Slowaakse oud-profvoetballer die als aanvaller speelde. Op jonge leeftijd maakte hij de overstap van het Slowaakse FK Dukla Banská Bystrica naar FC Twente in Nederland. In de acht jaar dat hij hier onder contract stond, wist hij door veelvuldig blessureleed nooit door te breken. Na het aflopen van zijn contract bij FC Twente, sloot hij zich in seizoen 2015/16 aan bij de Slowaakse club ŽP Šport Podbrezová. In 2018 stopte hij met voetbal.

## Carrière
Rendla debuteerde één dag na zijn zestiende verjaardag voor FK Dukla Banská Bystrica in de Corgoň Liga, waarmee hij de jongste speler ooit op het hoogste Slowaakse niveau is. In 21 competitieduels maakte hij één competitiedoelpunt en trok hij de aandacht van FC Twente. In de zomer van 2007 maakte hij de overstap naar die club.
Op 11 augustus 2007 won hij met de A-junioren van FC Twente de Super Cup. In de wedstrijd tegen De Graafschap A1, die met 6-0 gewonnen werd, scoorde hij tweemaal. Vervolgens maakt hij op 25 november 2007 zijn debuut voor Twente in de wedstrijd bij Sparta Rotterdam (1-1). Hij viel in de 68ste minuut in voor Stein Huysegems.
In januari 2008 liep Rendla een blessure op aan zijn kruisband in een duel tegen Jong Groningen, wat hem voor een langdurige periode uitschakelde. Desondanks werd zijn contract wel met één jaar verlengd, waardoor hij nu tot 2011 onder contract staat bij FC Twente. Toen hij weer fit was sloeg het noodlot opnieuw toe. Hij moest opnieuw aan zijn kruisband geopereerd worden, waardoor hij het gehele seizoen 2008/09 uit de roulatie was. In de voorbereiding op seizoen 2009/10 sloot hij weer aan bij de groep. Gaandeweg het seizoen kreeg hij steeds meer speelminuten in het beloftenelftal en mocht hij een paar keer invallen in het eerste. In de tweede seizoenshelft, wanneer hij inmiddels een vaste basisplaats in het tweede heeft, slaat het noodlot echter opnieuw toe. In de competitie wedstrijd tegen Jong Helmond Sport viel hij in de eerste helft vanwege een scheurtje in zijn hamstring geblesseerd uit, waardoor hij weer enige tijd uit de roulatie was.
In de zomer van 2010 besloot de club de speler te verhuren aan Heracles Almelo. Voor de Almeloërs kwam hij mede door blessures en een schorsing slechts tien duels in actie. In de voorbereiding op seizoen 2011/12 sloot hij weer bij FC Twente aan. In november 2011 verlengde Rendla opnieuw zijn contract bij de club. Ditmaal tot medio 2015. Ondertussen scoorde hij er bij Jong FC Twente lustig op los. In tien wedstrijden trof hij dertienmaal doel en was daarmee topscorer van het elftal, waar hij in de spits stond. In de elfde wedstrijd ging het echter mis. Op maandag 21 november 2011 tegen Jong ADO Den Haag raakte hij tijdens een duel opnieuw ernstig geblesseerd aan de knie. Onderzoek wees uit dat hij opnieuw een kruisband afscheurde. Ditmaal de voorste van de linkerknie. In januari 2012 werd Rendla geopereerd door dokter Richard Steadman in de Verenigde Staten. In de zomer van 2012 volgde een tweede operatie.
Rendla speelde in seizoen 2013/14 nog zes wedstrijden voor Jong FC Twente, dat op dat moment uitkwam in de Eerste divisie. Zijn laatste wedstrijd was uit tegen Sparta op 9 maart 2014. Door nieuwe fysieke problemen kwam hij daarna niet meer tot spelen. In 2015 liep zijn contract bij FC Twente af. In seizoen 2015/16 dook hij vervolgens op bij de Slowaakse vereniging ŽP Šport Podbrezová. In 2018 stopte hij met voetballen.

## Erelijst
- Super Cup A-junioren: 2007 (FC Twente/Heracles)
- Landskampioen Eredivisie voor beloften: 2008 (Jong FC Twente)
- Landskampioen Nederland: 2010 (FC Twente)
- Johan Cruijff Schaal: 2010, 2011 (FC Twente)

## Statistieken
| Seizoen | Club                     | Land      | Competitie     | Wedstrijden | Doelpunten |
| ------- | ------------------------ | --------- | -------------- | ----------- | ---------- |
| 2006/07 | FK Dukla                 | Slowakije | Corgoň Liga    | 21          | 1          |
| 2007/08 | FC Twente                | Nederland | Eredivisie     | 1           | 0          |
| 2008/09 | FC Twente                | Nederland | Eredivisie     | 0           | 0          |
| 2009/10 | FC Twente                | Nederland | Eredivisie     | 2           | 0          |
| 2010/11 | → Heracles Almelo (huur) | Nederland | Eredivisie     | 10          | 0          |
| 2011/12 | FC Twente                | Nederland | Eredivisie     | 2           | 0          |
| 2012/13 | FC Twente                | Nederland | Eredivisie     | 0           | 0          |
| 2013/14 | FC Twente                | Nederland | Eredivisie     | 0           | 0          |
| 2013/14 | Jong FC Twente           | Nederland | Eerste divisie | 6           | 0          |
| 2014/15 | Jong FC Twente           | Nederland | Eerste divisie | 0           | 0          |
| 2015/16 | ŽP Šport Podbrezová      | Slowakije | Fortuna Liga   | 18          | 5          |
| 2016/17 | ŽP Šport Podbrezová      | Slowakije | Fortuna Liga   | 1           | 0          |
| 2017/18 | ŽP Šport Podbrezová      | Slowakije | Fortuna Liga   | 13          | 2          |
| Totaal  | Totaal                   | Totaal    | Totaal         | 74          | 8          |

Bijgewerkt op 29 juni 2015